# Austrotherm
Austrotherm este o companie producătoare de materiale termoizolante din Austria, înființată în 1953.
În prezent (2009) compania este membră a concernului Schmid Industrie Holding (SIH), din care mai fac parte Baumit și Murexin.
Austrotherm deține 16 fabrici în 11 țări și are 690 de angajați
Cifra de afaceri:
- 2007: 184 milioane Euro[2]
- 2005: 117 milioane euro[3]

## Austrotherm în România
Compania este prezentă în România din anul 1998 unde deține două unități de producție de polistiren expandat, în București și Horia, județul Neamț.
Austrotherm are o cotă de 30% pe piața de polistiren din România.
Cifra de afaceri:
- 2006: 15,5 milioane Euro[3]
- 2005: 10,9 milioane euro[3]

Venit net:
- 2006: 2,1 milioane euro[3]
- 2005: 1,5 milioane euro[3]